# Juninho Pernambucano
Antônio Augusto Ribeiro Reis Jr. (n. 30 ianuarie 1975, Recife, Pernambuco, Brazilia), cunoscut ca Juninho sau Juninho Pernambucano, este un fotbalist brazilian retras din activitate, care a jucat pe post de mijlocaș la echipe ca Vasco da Gama, Lyon și Sport Recife. Pe plan internațional, are prezențe la națională pentru Brazilia.
El este considerat de mulți drept cel mai bun executant al loviturilor libere directe  al tuturor timpurilor. Juninho a condus Olympique Lyonnais spre 7 titluri consecutive în Ligue 1, înainte de a părăsi clubul în 2009. El a marcat 100 de goluri în 350 de meciuri oficiale pentru Lyon, și 6 goluri în 40 de meciuri pentru naționala Braziliei. El s-a retras de la echipa națională după Campionatul Mondial de Fotbal 2006. Juninho are abilitatea să facă mingea să-și schimbe de două ori direcția în zbor și avea o precizie la loviturile libere de 97% în timp ce juca la Lyon, fiind cea mai înaltă precizie a unui fotbalist atinsă vreodată.

## Statistici carieră

### Carieră de club
| Performanță   | Performanță        | Performanță         | Campionat | Campionat | Cupă            | Cupă            | Cupa Ligii        | Cupa Ligii        | Continental     | Continental     | Total   | Total  |
| Sezon         | Club               | Ligă                | Meciuri   | Goluri    | Meciuri         | Goluri          | Meciuri           | Goluri            | Meciuri         | Goluri          | Meciuri | Goluri |
| Brazilia      | Brazilia           | Brazilia            | Campionat | Campionat | Copa do Brasil  | Copa do Brasil  | Cupa Ligii        | Cupa Ligii        | America de Sud  | America de Sud  | Total   | Total  |
| ------------- | ------------------ | ------------------- | --------- | --------- | --------------- | --------------- | ----------------- | ----------------- | --------------- | --------------- | ------- | ------ |
| 1993          | Sport              | Série A             | 2         | 0         |                 |                 |                   |                   |                 |                 | 2       | 0      |
| 1994          | Sport              | Série A             | 22        | 2         |                 |                 |                   |                   |                 |                 | 22      | 2      |
| 1995          | Vasco da Gama      | Série A             | 21        | 4         |                 |                 |                   |                   |                 |                 | 21      | 4      |
| 1996          | Vasco da Gama      | Série A             | 15        | 7         |                 |                 |                   |                   |                 |                 | 15      | 7      |
| 1997          | Vasco da Gama      | Série A             | 18        | 4         |                 |                 |                   |                   |                 |                 | 18      | 4      |
| 1998          | Vasco da Gama      | Série A             | 18        | 4         |                 |                 |                   |                   |                 |                 | 18      | 4      |
| 1999          | Vasco da Gama      | Série A             | 17        | 2         |                 |                 |                   |                   |                 |                 | 17      | 2      |
| 2000          | Vasco da Gama      | Série A             | 22        | 5         |                 |                 |                   |                   |                 |                 | 22      | 5      |
| 2001          | Vasco da Gama      | Série A             | 0         | 0         |                 |                 |                   |                   |                 |                 | 0       | 0      |
| France        | France             | France              | Campionat | Campionat | Coupe de France | Coupe de France | Coupe de la Ligue | Coupe de la Ligue | Europe          | Europe          | Total   | Total  |
| 2001–02       | Olympique Lyonnais | Division 1          | 29        | 5         | 2               | 0               | 2                 | 0                 | 8               | 0               | 41      | 5      |
| 2002–03       | Olympique Lyonnais | Ligue 1             | 31        | 13        | 1               | 0               | 1                 | 0                 | 8               | 0               | 421     | 13     |
| 2003–04       | Olympique Lyonnais | Ligue 1             | 32        | 10        | 3               | 2               | 0                 | 0                 | 10              | 5               | 461     | 17     |
| 2004–05       | Olympique Lyonnais | Ligue 1             | 32        | 13        | 2               | 1               | 1                 | 0                 | 9               | 2               | 451     | 16     |
| 2005–06       | Olympique Lyonnais | Ligue 1             | 32        | 9         | 4               | 1               | 0                 | 0                 | 8               | 4               | 44      | 13     |
| 2006–07       | Olympique Lyonnais | Ligue 1             | 31        | 10        | 2               | 1               | 2                 | 0                 | 7               | 1               | 42      | 12     |
| 2007–08       | Olympique Lyonnais | Ligue 1             | 32        | 8         | 4               | 2               | 2                 | 0                 | 8               | 3               | 46      | 13     |
| 2008–09       | Olympique Lyonnais | Ligue 1             | 29        | 7         | 1               | 0               | 1                 | 0                 | 7               | 3               | 38      | 11     |
| Qatar         | Qatar              | Qatar               | Campionat | Campionat | Emir Cup        | Emir Cup        | Sheikh Jassem Cup | Sheikh Jassem Cup | Asia            | Asia            | Total   | Total  |
| 2009–10       | Al-Gharafa         | Stars League        | 21        | 7         | 1               | 0               | 2+4               | 0+3               | 6               | 0               | 34      | 10     |
| 2010–11       | Al-Gharafa         | Stars League        | 19        | 8         | 3               | 1               | 2+3               | 2+1               | 5               | 0               | 32      | 12     |
| Brazilia      | Brazilia           | Brazilia            | Campionat | Campionat | Copa do Brasil  | Copa do Brasil  | Cupa Ligii        | Cupa Ligii        | America de Sud  | America de Sud  | Total   | Total  |
| 2011          | Vasco da Gama      | Série A             | 21        | 4         |                 |                 |                   |                   | 5               | 1               | 26      | 5      |
| 2012          | Vasco da Gama      | Série A             | 29        | 7         | 13              | 4               |                   |                   | 7               | 2               | 49      | 13     |
| Statele Unite | Statele Unite      | Statele Unite       | Campionat | Campionat | US Open Cup     | US Open Cup     | MLS Cup Playoffs  | MLS Cup Playoffs  | America de Nord | America de Nord | Total   | Total  |
| 2013          | New York Red Bulls | Major League Soccer | 13        | 0         | 2               | 0               | -                 | -                 | -               | -               | 15      | 0      |
| Brazilia      | Brazilia           | Brazilia            | Campionat | Campionat | Copa do Brasil  | Copa do Brasil  | Cupa Ligii        | Cupa Ligii        | America de Sud  | America de Sud  | Total   | Total  |
| 2013          | Vasco da Gama      | Série A             | 1         | 1         |                 |                 |                   |                   |                 |                 | 1       | 1      |
| Country       | Brazilia           | Brazilia            | 186       | 40        | 13              | 4               |                   |                   | 12              | 3               | 395     | 873    |
| Country       | Franța             | Franța              | 248       | 75        | 19              | 7               | 9                 | 0                 | 65              | 18              | 3442    | 100    |
| Country       | Qatar              | Qatar               | 40        | 15        | 4               | 1               | 4+7               | 2+4               | 11              | 0               | 66      | 22     |
| Country       | Statele Unite      | Statele Unite       | 13        | 0         | 2               | 0               | -                 | -                 | -               | -               | 15      | 0      |
| Total         | Total              | Total               | 487       | 130       | 38              | 12              | 20                | 6                 | 88              | 21              | 820     | 209    |

### Carieră internațională
| Echipa   | Club          | Seazon    | Meciuri | Goluri |
| -------- | ------------- | --------- | ------- | ------ |
| Brazilia | Vasco da Gama | 1999      | 4       | 0      |
| Brazilia | Vasco da Gama | 2000      | 3       | 0      |
| Brazilia | Vasco da Gama | 2001      | 4       | 0      |
| Brazilia | Lyon          | 2001–2002 | 0       | 0      |
| Brazilia | Lyon          | 2002–2003 | 2       | 0      |
| Brazilia | Lyon          | 2003–2004 | 7       | 0      |
| Brazilia | Lyon          | 2004–2005 | 10      | 1      |
| Brazilia | Lyon          | 2005–2006 | 10      | 5      |
| Total    | Total         | Total     | 40      | 6      |

| Apariții și goluri internaționale | Apariții și goluri internaționale | Apariții și goluri internaționale | Apariții și goluri internaționale | Apariții și goluri internaționale | Apariții și goluri internaționale | Apariții și goluri internaționale                      |
| #                                 | Data                              | Locația                           | Oponent                           | Rezultat                          | Gol                               | Competiția                                             |
| 1999                              | 1999                              | 1999                              | 1999                              | 1999                              | 1999                              | 1999                                                   |
| --------------------------------- | --------------------------------- | --------------------------------- | --------------------------------- | --------------------------------- | --------------------------------- | ------------------------------------------------------ |
| 1.                                | 28 martie 1999                    | Seoul, Coreea de Sud              | Coreea de Sud                     | 0–1                               | 0                                 | Meci amical                                            |
| 2.                                | 31 martie 1999                    | Tokyo, Japonia                    | Japonia                           | 2–0                               | 0                                 | Meci amical                                            |
| 3.                                | 7 septembrie 1999                 | Porto Alegre, Brazilia            | Argentina                         | 4–2                               | 0                                 | Meci amical                                            |
| 4.                                | 9 octombrie 1999                  | Amsterdam, Olanda                 | Țările de Jos                     | 2–2                               | 0                                 | Meci amical                                            |
| 2000                              |                                   |                                   |                                   |                                   |                                   |                                                        |
| 5.                                | 23 februarie 2000                 | Bangkok, Thailanda                | Thailanda                         | 7–0                               | 0                                 | Meci amical                                            |
| 6.                                | 8 octombrie 2000                  | Maracaibo, Venezuela              | Venezuela                         | 6–0                               | 0                                 | 2002 FIFA World Cup qualification                      |
| 7.                                | 15 noiembrie 2000                 | São Paulo, Brazilia               | Columbia                          | 1–0                               | 0                                 | 2002 FIFA World Cup qualification                      |
| 2001                              |                                   |                                   |                                   |                                   |                                   |                                                        |
| 8.                                | 12 iulie 2001                     | Cali, Columbia                    | Mexic                             | 0–1                               | 0                                 | Copa América 2001                                      |
| 9.                                | 15 iulie 2001                     | Cali, Columbia                    | Peru                              | 2–0                               | 0                                 | Copa América 2001                                      |
| 10.                               | 18 iulie 2001                     | Cali, Columbia                    | Paraguay                          | 3–1                               | 0                                 | Copa América 2001                                      |
| 11.                               | 23 iulie 2001                     | Manizales, Columbia               | Honduras                          | 0–2                               | 0                                 | Copa América 2001                                      |
| 2002–2003                         |                                   |                                   |                                   |                                   |                                   |                                                        |
| 12.                               | 12 februarie 2003                 | Guangzhou, China                  | China                             | 0–0                               | 0                                 | Meci amical                                            |
| 13.                               | 30 aprilie 2003                   | Guadalajara, Mexic                | Mexic                             | 0–0                               | 0                                 | Meci amical                                            |
| 2003–2004                         |                                   |                                   |                                   |                                   |                                   |                                                        |
| 14.                               | 12 octombrie 2003                 | Leicester, Anglia                 | Jamaica                           | 1–0                               | 0                                 | Meci amical                                            |
| 15.                               | 19 noiembrie 2003                 | Curitiba, Brazilia                | Uruguay                           | 3–3                               | 0                                 | Calificările pentru Campionatul Mondial de Fotbal 2006 |
| 16.                               | 31 martie 2004                    | Asunción, Paraguay                | Paraguay                          | 0–0                               | 0                                 | Calificările pentru Campionatul Mondial de Fotbal 2006 |
| 17.                               | 28 aprilie 2004                   | Budapesta, Ungaria                | Ungaria                           | 4–1                               | 0                                 | Meci amical                                            |
| 18.                               | 20 mai 2004                       | Saint-Denis, Franța               | Franța                            | 0–0                               | 0                                 | Meci amical                                            |
|                                   | 25 mai 2004                       | Barcelona, Spania                 | Catalonia                         | 5–2                               | 0                                 | Amical neoficial                                       |
| 19.                               | 2 iunie 2004                      | Belo Horizonte, Brazilia          | Argentina                         | 3–1                               | 0                                 | Calificările pentru Campionatul Mondial de Fotbal 2006 |
| 20.                               | 6 iunie 2004                      | Santiago, Chile                   | Chile                             | 1–1                               | 0                                 | Calificările pentru Campionatul Mondial de Fotbal 2006 |
| 2004–2005                         |                                   |                                   |                                   |                                   |                                   |                                                        |
| 21.                               | 18 august 2004                    | Port-au-Prince, Haiti             | Haiti                             | 6–0                               | 0                                 | Meci amical                                            |
| 22.                               | 5 septembrie 2004                 | São Paulo, Brazilia               | Bolivia                           | 3–1                               | 0                                 | Calificările pentru Campionatul Mondial de Fotbal 2006 |
| 23.                               | 8 septembrie 2004                 | Berlin, Germania                  | Germania                          | 1–1                               | 0                                 | Meci amical                                            |
| 24.                               | 9 octombrie 2004                  | Maracaibo, Venezuela              | Venezuela                         | 5–2                               | 0                                 | Calificările pentru Campionatul Mondial de Fotbal 2006 |
| 25.                               | 17 noiembrie 2004                 | Quito, Ecuador                    | Ecuador                           | 0–1                               | 0                                 | Calificările pentru Campionatul Mondial de Fotbal 2006 |
| 26.                               | 9 februarie 2005                  | Hong Kong                         | Hong Kong                         | 7–1                               | 0                                 | Meci amical                                            |
| 27.                               | 27 martie 2005                    | Goiânia, Brazilia                 | Peru                              | 1–0                               | 0                                 | Calificările pentru Campionatul Mondial de Fotbal 2006 |
| 28.                               | 16 iunie 2005                     | Leipzig, Germania                 | Grecia                            | 3–0                               | 1                                 | 2005 FIFA Confederations Cup                           |
| 29.                               | 19 iunie 2005                     | Hanover, Germania                 | Mexic                             | 0–1                               | 0                                 | 2005 FIFA Confederations Cup                           |
| 30.                               | 29 iunie 2005                     | Frankfurt, Germania               | Argentina                         | 4–1                               | 0                                 | 2005 FIFA Confederations Cup                           |
| 2005–2006                         |                                   |                                   |                                   |                                   |                                   |                                                        |
| 31.                               | 17 august 2005                    | Split, Croația                    | Croația                           | 1–1                               | 0                                 | Meci amical                                            |
| 32.                               | 4 septembrie 2005                 | Brasília, Brazilia                | Chile                             | 5–0                               | 0                                 | Calificările pentru Campionatul Mondial de Fotbal 2006 |
|                                   | 6 septembrie 2005                 | Sevilla, Spania                   | Sevilla FC                        | 1–1                               | 0                                 | Amical neoficial                                       |
| 33.                               | 9 octombrie 2005                  | La Paz, Bolivia                   | Bolivia                           | 1–1                               | 1                                 | Calificările pentru Campionatul Mondial de Fotbal 2006 |
| 34.                               | 12 octombrie 2005                 | Belém, Brazilia                   | Venezuela                         | 3–0                               | 0                                 | Calificările pentru Campionatul Mondial de Fotbal 2006 |
| 35.                               | 12 noiembrie 2005                 | Abu Dhabi, Emiratele Arabe Unite  | Emiratele Arabe Unite             | 8–0                               | 2                                 | Meci amical                                            |
| 36.                               | 1 martie 2006                     | Moscova, Rusia                    | Rusia                             | 1–0                               | 0                                 | Meci amical                                            |
|                                   | 30 mai 2006                       | Basel, Elveția                    | FC Lucerne Selection              | 8–0                               | 1                                 | Amical neoficial                                       |
| 37.                               | 4 iunie 2006                      | Geneva, Elveția                   | Noua Zeelandă                     | 4–0                               | 1                                 | Meci amical                                            |
| 38.                               | 22 iunie 2006                     | Dortmund, Germania                | Japonia                           | 4–1                               | 1                                 | Campionatul Mondial de Fotbal 2006                     |
| 39.                               | 27 iunie 2006                     | Dortmund, Germania                | Ghana                             | 3–0                               | 0                                 | Campionatul Mondial de Fotbal 2006                     |
| 40.                               | 1 iulie 2006                      | Frankfurt, Germania               | Franța                            | 0–1                               | 0                                 | Campionatul Mondial de Fotbal 2006                     |

## Palmares

### Club
Sport
- Campeonato Pernambucano: 1994
- Copa do Nordeste: 1994

 Vasco da Gama
- Campeonato Brasileiro Série A: 1997, 2000
- Campeonato Carioca: 1998
- Torneio Rio-São Paulo: 1999
- Copa Libertadores: 1998
- Copa Mercosur: 2000

 Olympique Lyonnais
- Ligue 1: 2002, 2003, 2004, 2005, 2006, 2007, 2008
- Coupe de France: 2008
- Trophée Des Champions: 2002, 2003, 2004, 2005, 2006, 2007

 Al-Gharafa
- Qatar Stars League: 2010
- Qatari Stars Cup: 2009
- Qatar Crown Prince Cup: 2010, 2011

### Națională
Brazilia
- Toulon Tournament: 1995
- Cupa Confederațiilor FIFA: 2005
- Lunar New Year Cup: 2005

### Individual
- Revista Placar Bola de Prata (1): 2000
- UNFP Ligue 1 Player of the Month (3): februarie 2005, martie 2005, octombrie 2007
- UNFP Ligue 1 Player of the Year (1): 2005–06
- UNFP Ligue 1 Team of the Year (3): 2003–04, 2004–05, 2005–06
- ESM Team of the Year (2): 2005–06, 2006–07
- Qatar Football Association Player of the Year: 2010